# پایان رابطه (فیلم ۱۹۹۹)
پایان رابطه (به انگلیسی: The End of the Affair) نام فیلم درامی است بر پایهٔ رمانی با همین نام «پایان رابطه» نوشتهٔ گراهام گرین که در سال ۱۹۹۹ به کارگردانی نیل جوردن ساخته شد.
جولیان مور به خاطر بازی در این فیلم برای دریافتِ جایزه اسکار بهترین بازیگر نقش اول زن نامزد شد.